# Congenitale hypothyreoïdie
Congenitale hypothyreoïdie (CHT) is een aandoening bij pasgeborenen waarbij er in 75% van de gevallen een onvoldoende of afwezige aanleg van de schildklier is. Bij 15% van de aangedane kinderen is er wel een schildklier aanwezig, maar werkt deze onvoldoende.
CHT komt in Nederland voor bij 1 op de ruim 3000 kinderen.
Sinds 1981 wordt in Nederland bij pasgeborenen op deze afwijking gescreend door middel van de hielprik, omdat bij vroege ontdekking en behandeling de prognose zeer goed is. Bij deze hielprik stelt men een zeer laag thyroxine-gehalte in het bloed vast. Het TSH-gehalte is bij primaire congenitale hypothyreoïdie erg hoog, maar bij (zeer zeldzame) secundaire congenitale hypothyreoïdie niet afwijkend, licht verlaagd, of licht verhoogd (zie werking schildklier).
Bij congenitale hypothyreoïdie ontstaan de problemen omdat er onvoldoende (of geen) schildklierhormoon thyroxine aanwezig is. Dit schildklierhormoon heeft een functie bij de groei en de stofwisseling.
Baby's met CHT zijn suf, hebben een lage, diepe stem, zijn hypotoon, drinken traag, hebben vaak een navelbreuk, hebben een opgezette buik en lijden aan obstipatie. Verder ziet men dat ze lang geel blijven (icterus prolongatus), dat ze een bol gezichtje hebben met zwelling rond de ogen en epicanthus, hun neuswortel is breed en ze hebben een grote voorste fontanel en een palpabele achterste fontanel. Ook hebben deze kinderen een droge huid en ziet men perifeer cyanose.
Door tijdige en levenslange toediening van thyroxine-substitutie ontwikkelen deze kinderen zich normaal.
In het verleden trad de afwijking ook wel op doordat het voedsel van de moeder en later van het kind onvoldoende jodium bevatten waardoor de normale ontwikkeling gestoord werd: cretinisme. Dergelijke patiënten vertoonden dwerggroei, een typisch gelaat en een ernstig achtergebleven geestelijke ontwikkeling. Jodiumtekort komt in Nederland eigenlijk niet meer voor.